# 김제신풍 부영아파트
김제신풍 부영아파트는 전북특별자치도 김제시 신풍동에 위치한 아파트 단지이다.

## 구성
| 동 명칭 | 층수                 |
| ------- | -------------------- |
| 301동   | 지하 1층 ~ 지상 18층 |
| 302동   | 지하 1층 ~ 지상 18층 |
| 303동   | 지하 1층 ~ 지상 18층 |
| 304동   | 지하 1층 ~ 지상 18층 |
| 305동   | 지하 1층 ~ 지상 18층 |
| 306동   | 지하 1층 ~ 지상 18층 |
| 307동   | 지하 1층 ~ 지상 18층 |
| 308동   | 지하 1층 ~ 지상 18층 |
| 309동   | 지하 1층 ~ 지상 18층 |
| 310동   | 지하 1층 ~ 지상 18층 |

## 시설
- 관리사무소
- 노인정
- 어린이놀이터
- 테니스장
- 상가

## 같이 보기
- 아파트
- 전북특별자치도
- 김제시
- 부영그룹